# Tinognathus
Tinognathus is een geslacht van kevers uit de familie van de loopkevers (Carabidae). De wetenschappelijke naam van het geslacht is voor het eerst geldig gepubliceerd in 1879 door Chaudoir.

## Soorten
Het geslacht Tinognathus is monotypisch en omvat slechts de volgende soort:
- Tinognathus parviceps Chaudoir, 1879